# Zapote de Peralta
Zapote de Peralta es una localidad del estado mexicano de Guanajuato. Es parte del municipio de Abasolo.

## Demografía
| Gráfica de evolución demográfica |
|                                  |

| Censo | Población |
| ----- | --------- |
| 1900  | 337       |
| 1910  | 310       |
| 1921  | 277       |
| 1930  | 304       |
| 1940  | 390       |
| 1950  | 566       |
| 1960  | 769       |
| 1970  | 972       |
| 1980  | 1 048     |
| 1990  | 1 381     |
| 2000  | 1 456     |
| 2010  | 1 307     |
| 2020  | 1 454     |